# Aaron Pilsan
Aaron Pilsan (nacido en 1995, en Dornbirn, Austria) es un pianista austriaco.

## Trayectoria
Pilsan empezó a aprender piano a la edad de cinco años. De adolescente estudió con Karl-Heinz Kämmerling en el Mozarteum de Salzburgo y posteriormente fue alumno de Lars Vogt. Los críticos europeos y los jurados de los concursos lo han comparado con sus mentores Alfred Brendel y András Schiff. En 2014, a la edad de 19 años, Naïve Records publica su álbum de debut, presentando obras de Beethoven y Schubert. Gramophone a través de su crítico Bryce Morrison alabó a Pilsan por utilizar "su notable agilidad para un fin puramente musical" en la Wanderer-Fantasie de Schubert.
Aaron Pilsan ha participado en grandes competiciones nacionales e internacionales. Ganó el primer premio en el Concurso de Música para Jóvenes de Rotary Club, la competición Prima la Música, el Concurso Grotrian-Steinweg en Braunschweig y el Wendl y Jung en Viena. Durante el concurso Ton und Erklärung de Múnich, fue galardonado por la mejor interpretación de Liszt. El año 2011 fue escogido artista joven del año por la prestigiosa revista «Fono Forum».
Fue invitado por los conciertos de mediodía de la Filarmónica de Berlín, por el Festival Menuhin en Gstaad, por la Schubertiade Schwarzenberg, por el festival de música europea de la juventud en Passau, por los festivales de Schwetzingen y Bregenz, por el Kissinger Sommer y el Festival de música de cámara organizado por Lars Vogt Spannungen Heimbach. Aaron Pilsan es también miembro de la Academia Internacional de Música del Gran Ducado de Liechtenstein. Durante la temporada 2013- 2014 actuó en el Festival Mozart de Würzburg, el Festival de Mecklenburg Vorpommern y debutó en el castillo de Elmau. 
En la temporada 2014-2015, Aaron Pilsan fue elegido Rising Star de la European Concert Hall Organization (ECHO) y por lo tanto dio recitales en el Concertgebouw de Ámsterdam, el Musikverein y el Wiener Konzerthaus de Viena, el Palacio de Bellas Artes de Bruselas, Konzerthaus de Dortmund y Estocolmo, el Sage Gateshead, el Centro Barbican de Londres, el Symphony Hall de Birmingham, la Cité de la Musique de París, la Filarmónica de Luxemburgo, el Laeisz-Halle de Hamburgo, la Philharmonie de Colonia y la Casa da Música en Oporto y Lisboa.